# Гирло Прорва
Гирло Прорва (англ. Prorva mouth) — лівий рукав однієї з ділянок Очаківського рукаву дельти Дунаю (6-й км), що протікає між островами Шабаш і Прорвін і безпосередньо впадає в Чорне море. Через штучний з’єднувальний канал гирло зв’язане з Жебріянською бухтою, де знаходиться Усть-Дунайський порт. Довжина гирла – 5,8 км. На його берегах установлено 2 маяки (на 3-му км - основний, на 1-му км - резервний).

## Гідрологія
Аналіз проникнення осолонених вод в рукав Прорва показав, що поширення зони змішування в рукаві відбувається у вигляді «клину» осолоненних вод при витратах води менше 567 м³/с. Зміна положення і розмірів «клину» осолоненних вод - процес інерційний і в значній мірі визначається режимом вітру. Нагінні вітри північного і північно-східного напрямів збільшують дальність проникнення осолоненних вод у рукав, згінні (південно-західний і південний) зменшують.

## Вплив судноплавства на гирло Прорва
Є обмежено судноходним – з правилами плавання можна познайомитись за посиланням - www.delta-pilot.ua [Архівовано 24 грудня 2013 у Wayback Machine.]
Максимальні габарити суден, які можуть проходити по гирлу: довжина - 121.5 / 135.0 метрів, ширина - 17.50 / 22.00 м, осадка - 4,5 м.

### 1957-1979
Для забезпечення судноплавства в 1957 було побудовано канал в усті гирла Прорва (ЧорноморНДІпроект). Він не забезпечував морського судноплавства, але по ньому могли ходити судна типу «річка-море».  Довжина каналу становила приблизно 5 км, найменша ширина - 60 м, глибина - 4,5-5 м. Канал з його морською дільницею довжиною 2,5 км, що починалась в барі, був фактично штучним продовженням гирла Прорва. Рух суден був одностороннім. Лімітуючими були глибини 4-4,8 м.
У зв’язку з випрямленням русла у витоку гирла і частковим укріпленням його берегів шпунтовою стінкою відбувалася зміна природної тенденції розвитку та активізації рукава. Значно збільшився стік наносів і заносимість бару рукава. Устьове подовження Прорви сягало 100 м за рік. Для забезпечення судноплавства доводилось безперервно вести високовитратні роботи з поглиблення дна гирла. Динаміка ремонтного черпання в гирлі досить красномовна (млн.  м³): 1958 - 0,15; 1963 - 0,65; 1968 - 1,14; 1973 - 1,70; 1977 - 2,08.

### 1979-1998
Для забезпечення проходу ліхтерів на Дунай Жебріянська бухта була в 1979 з’єднана з гирлом Прорва каналом довжиною 1,5 км з шириною суднового ходу 45 м і глибиною до 3,5 м. Канал прорили з ковша порту Усть-Дунайськ (ківш — невелика акваторія в порту) до затону 3-го кілометру гирла Прорва. Довжина цього каналу втричі менша відстані від його голови до устя Прорви, через що почалась активізація більш короткого водного з’єднання і  канал поступово почав розмиватись, збільшилась його глибина і ширина. За даними Дунайської гідрометеорологічної обсерваторії, частка стоку води в цьому каналі зросла з 10-15% до 25-30% загального стоку рукава Прорва. В результаті, зменшилась швидкість течії і збільшилась заносимість нижньої частини гирла Прорва. Потреби в коштах на ремонтне черпання зросли в рази і через їх нестачу в 1990-х роках роботи були згорнуті до мінімуму (1990 - 3,24 млн м³, 1994 - 1,25 млн м³, 1995 - 0,073 млн м³). Канал практично перестав існувати після шторму в листопаді 1994, а спроби його відновлення після ремонтного черпання в 1997 і 1998 були припинені після руйнівного осіннього шторму 1998 року.

### 1998-2003
Після цього єдиним варіантом судноплавства між Дунаєм і Чорним морем на території України в наступні п’ять років залишався з’єднувальний технологічний канал порту Усть-Дунайськ, через який щорічно проходило від 0,8 до 2,0 тис. суден з невеликою осадкою. Частина суден, що направляються в українські портові міста Кілію, Ізмаїл і Рені, проходять через гирла Бистре й Усть-Дунайськ, тоді як більша їх частина змушена йти через Сулинський канал Румунії. Після обміління гирла Прорва уряд України в 2003 році ухвалив рішення щодо будівлі власного судноплавного каналу через гирло Бистре в українській дельті Дунаю. Це рішення піддавалось критиці зі сторони екологів, науковців, міжнародних організацій.
В 2007 були зупинені роботи з поглиблення рукава Прорва і його з'єднувального каналу.

## Туризм
В 2013 році туристам доступна водна екскурсія «Шлях до птахів» по рукавах "Очаківський – Прорва – Таранів кут і коса Таранова – Прорва - Очаківський" (м. Вилкове)